# Quantanthura caledonensis
Quantanthura caledonensis is een pissebed uit de familie Anthuridae. De wetenschappelijke naam van de soort is voor het eerst geldig gepubliceerd in 1994 door Negoescu.